# Pandora's Box (film 1912)
Pandora's Box è un cortometraggio muto del 1912 diretto da Laurence Trimble.

## Produzione
Il film fu prodotto dalla Vitagraph Company of America.

## Distribuzione
Distribuito dalla General Film Company, il film - un cortometraggio in una bobina - uscì nelle sale cinematografiche statunitensi l'11 giugno 1912.
Alcuni spezzoni del film appaiono nel documentario The Casting Couch diretto nel 1995 da John Sealey.